# Thinopteryx crocoptera
Thinopteryx crocoptera är en fjärilsart som beskrevs av Vincenz Kollar 1844. Thinopteryx crocoptera ingår i släktet Thinopteryx och familjen mätare. Inga underarter finns listade i Catalogue of Life.

## Bildgalleri

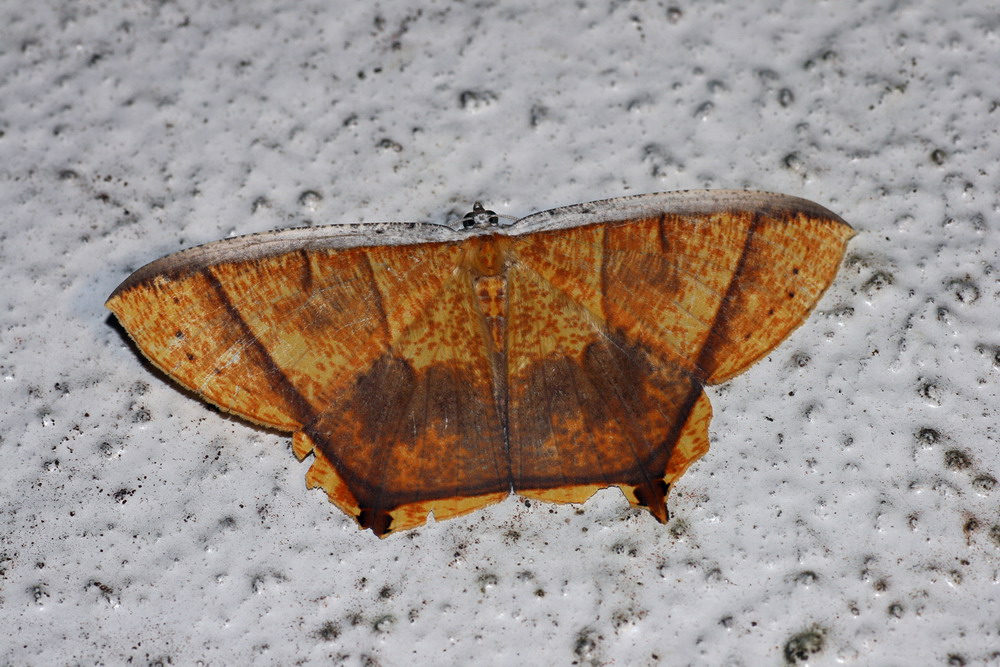
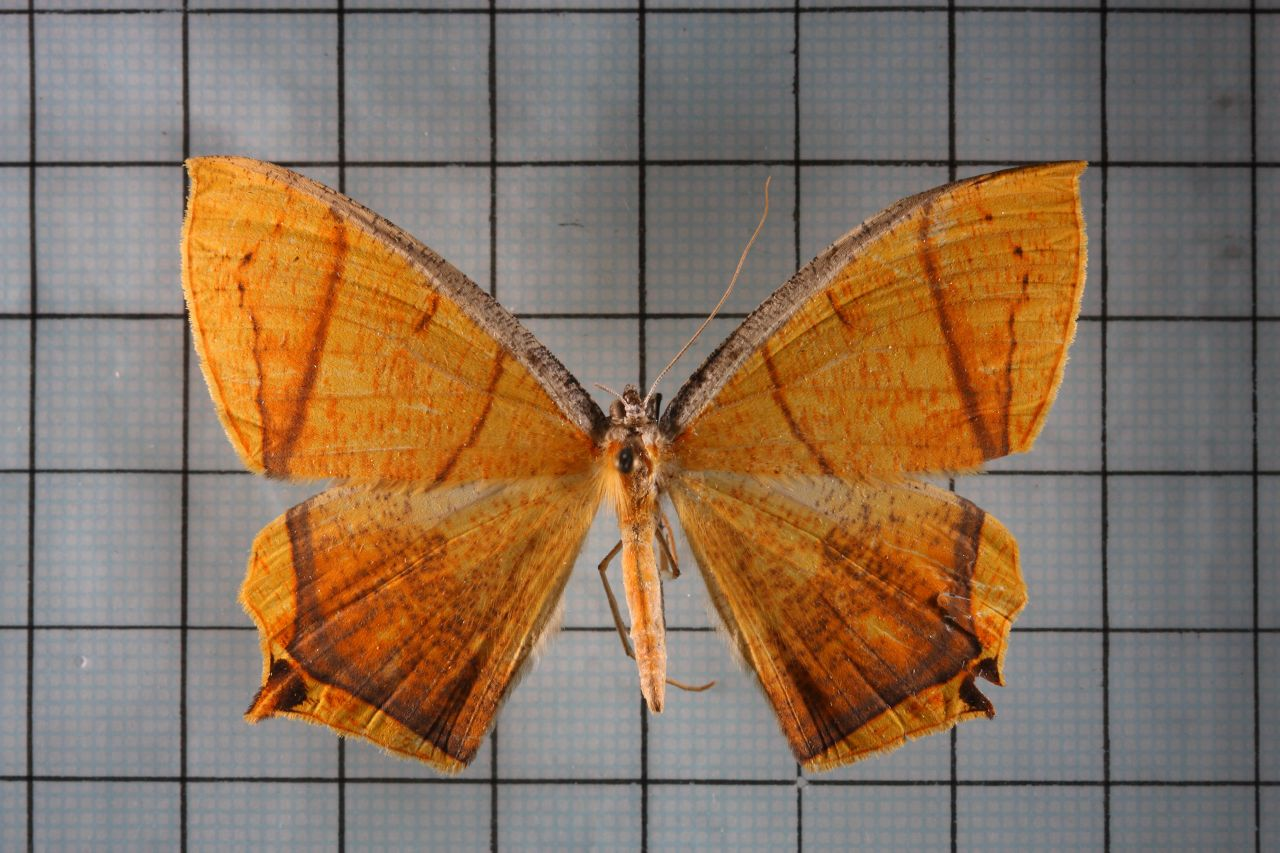